# 2016-os U17-es női labdarúgó-világbajnokság
A 2016-os U17-es női labdarúgó-világbajnokság az ötödik ilyen jellegű labdarúgó-vb volt. A világbajnokságot 16 válogatott részvételével szeptember 30. és október 21. között rendezték Jordániában. Ez volt az első női világbajnokság, amelyet a Közel-Keleten rendeztek.

## A rendező
2013-ig a következő országok jelentkeztek a rendezésre:
 Bahrein
 Jordánia
 Írország
 Dél-afrikai Köztársaság
2013. december 5-én Jordániát választották ki rendezőnek.

## Részt vevő csapatok
A házigazda Jordánia mellett a következő 15 válogatott vesz részt:
| Szövetség                                         | Selejtezőtorna                                      | Csapatok                             |
| ------------------------------------------------- | --------------------------------------------------- | ------------------------------------ |
| AFC (Ázsia)                                       | 2015-ös U16-os női Ázsia-kupa                       | Japán · Észak-Korea                  |
| CAF (Afrika)                                      | 2016-os U17-es női afrikai kvalifikációs torna      | Kamerun · Ghána · Nigéria            |
| CONCACAF (Észak és Közép-amerikai, Karibi térség) | 2016-os U17-es női CONCACAF-bajnokság               | Kanada · Mexikó · Egyesült Államok   |
| CONMEBOL (Dél-Amerika)                            | 2016-os U17-es női dél-amerikai labdarúgó-bajnokság | Brazília · Paraguay · Venezuela      |
| OFC (Óceánia)                                     | 2016-os U17-es női OFC bajnokság                    | Új-Zéland                            |
| UEFA (Európa)                                     | 2016-os U17-es női labdarúgó-Európa-bajnokság       | Anglia · Németország · Spanyolország |
| Rendező ország                                    | Rendező ország                                      | Jordánia                             |

## Csoportkör
A csoportkörben minden csapat a másik három csapattal egy-egy mérkőzést játszott, így összesen 6 mérkőzésre került sor mind a négy csoportban. A csoportokból az első két helyezett jutott tovább a negyeddöntőbe. Minden csoportban az utolsó két mérkőzést azonos időpontban játszották. A negyeddöntőtől egyenes kieséses rendszerben folytatódott a torna.
| Jelmagyarázat                                                                   |
| ------------------------------------------------------------------------------- |
| A csoportok első és második helyezettje bejutott az egyenes kieséses szakaszba. |
| A csoportok harmadik és negyedik helyezettje kiesett.                           |

### A csoport
| Csapat        | M | Gy | D | V | G+ | G– | Gk  | P |
| ------------- | - | -- | - | - | -- | -- | --- | - |
| Mexikó        | 3 | 2  | 1 | 0 | 10 | 2  | +8  | 7 |
| Spanyolország | 3 | 2  | 1 | 0 | 9  | 1  | +8  | 7 |
| Új-Zéland     | 3 | 1  | 0 | 2 | 5  | 7  | –2  | 3 |
| Jordánia (R)  | 3 | 0  | 0 | 3 | 1  | 15 | –14 | 0 |

| 2016. szeptember 30. 17:00 |

| Mexikó                                                  | 5–0               | Új-Zéland |
| ------------------------------------------------------- | ----------------- | --------- |
| Espinoza 18' Ovalle 36' López 68' Ávalos 81' Torres 87' | (2–0) Jegyzőkönyv |           |

| Amman Nemzetközi Stadion, Ammán Nézőszám: 7 635 Játékvezető: Yeimy Martínez (kolumbiai) |

| 2016. szeptember 30. 20:00 |

| Jordánia | 0–6               | Spanyolország                                |
| -------- | ----------------- | -------------------------------------------- |
|          | (0–3) Jegyzőkönyv | L. Navarro 6' 27' 42' 47' (pen) 79' Pina 89' |

| Amman Nemzetközi Stadion, Ammán Nézőszám: 14 347 Játékvezető: Marie-Soleil Beaudoin (kanadai) |

| 2016. október 3. 16:00 |

| Spanyolország           | 2–0               | Új-Zéland |
| ----------------------- | ----------------- | --------- |
| Aleixandri 80' Pina 85' | (0–0) Jegyzőkönyv |           |

| Al-Hassan Stadion, Irbid Nézőszám: 698 Játékvezető: Park Ji-Yeong (dél-koreai) |

| 2016. október 3. 19:00 |

| Jordánia      | 1–4               | Mexikó                                        |
| ------------- | ----------------- | --------------------------------------------- |
| Abu-Sabbah 6' | (1–2) Jegyzőkönyv | Enrigue 13' Cázares 17' Ovalle 54' Juárez 85' |

| Al-Hassan Stadion, Irbid Nézőszám: 8 250 Játékvezető: Finau Vulivuli (fidzsi) |

| 2016. október 7. 16:00 |

| Új-Zéland                          | 5–0               | Jordánia |
| ---------------------------------- | ----------------- | -------- |
| Tawharu 5' 90' Blake 28' 76' 90+2' | (2–0) Jegyzőkönyv |          |

| Prince Mohammed Stadion, Zarqa Nézőszám: 4 493 Játékvezető: Aissata Amegee (togói) |

| 2016. október 7. 16:00 |

| Spanyolország  | 1–1               | Mexikó       |
| -------------- | ----------------- | ------------ |
| E. Navarro 58' | (2–0) Jegyzőkönyv | Espinoza 56' |

| King Abdullah Stadion, Ammán Nézőszám: 1900 Játékvezető: Lidya Tafesse (etiópiai) |

### B csoport
| Csapat      | M | Gy | D | V | G+ | G– | Gk | P |
| ----------- | - | -- | - | - | -- | -- | -- | - |
| Németország | 3 | 2  | 1 | 0 | 5  | 2  | +3 | 7 |
| Venezuela   | 3 | 2  | 0 | 1 | 5  | 3  | +2 | 6 |
| Kanada      | 3 | 1  | 1 | 1 | 4  | 5  | –1 | 4 |
| Kamerun     | 3 | 0  | 0 | 3 | 3  | 7  | –4 | 0 |

| 2016. szeptember 30. 15:00 |

| Venezuela   | 1–2               | Németország       |
| ----------- | ----------------- | ----------------- |
| Cazorla 61' | (0–1) Jegyzőkönyv | Gwinn 7' Bühl 74' |

| Al-Hassan Stadion, Irbid Nézőszám: 3 731 Játékvezető: Kate Jacewicz (ausztrál) |

| 2016. szeptember 30. 18:00 |

| Kamerun              | 2–3               | Kanada                                           |
| -------------------- | ----------------- | ------------------------------------------------ |
| Djoubi 17' Dabda 42' | (0–0) Jegyzőkönyv | Huitema 3' Stratigakis 78' (11-esből) Taylor 83' |

| Al-Hassan Stadion, Irbid Nézőszám: 4 200 Játékvezető: Sandra Braz (portugál) |

| 2016. október 3. 16:00 |

| Venezuela             | 2–1               | Kamerun        |
| --------------------- | ----------------- | -------------- |
| Castellanos 20' 90+4' | (1–0) Jegyzőkönyv | Takounda 90+3' |

| Amman Nemzetközi Stadion, Ammán Nézőszám: 1275 Játékvezető: Jamasita Josimi (japán) |

| 2016. október 3. 19:00 |

| Németország | 1–1               | Kanada   |
| ----------- | ----------------- | -------- |
| Gwinn 45+2' | (1–1) Jegyzőkönyv | Rose 20' |

| Amman Nemzetközi Stadion, Ammán Nézőszám: 3 384 Játékvezető: Regildenia Moura (brazil) |

| 2016. október 7. 19:00 |

| Kanada | 0–2               | Venezuela                  |
| ------ | ----------------- | -------------------------- |
|        | (0–1) Jegyzőkönyv | Castellanos 30' Moreno 74' |

| Amman Nemzetközi Stadion, Ammán Nézőszám: 2 704 Játékvezető: Olga Zadinová (cseh) |

| 2016. október 7. 19:00 |

| Németország            | 2–0               | Kamerun |
| ---------------------- | ----------------- | ------- |
| Gwinn 15' Oberdorf 72' | (1–0) Jegyzőkönyv |         |

| Prince Mohammed Stadion, Zarqa Nézőszám: 1130 Játékvezető: Park Ji-Yeong (dél-koreai) |

### C csoport
| Csapat      | M | Gy | D | V | G+ | G– | Gk | P |
| ----------- | - | -- | - | - | -- | -- | -- | - |
| Észak-Korea | 3 | 2  | 1 | 0 | 7  | 3  | +4 | 7 |
| Anglia      | 3 | 1  | 2 | 0 | 5  | 4  | +1 | 5 |
| Brazília    | 3 | 1  | 0 | 2 | 2  | 3  | –1 | 3 |
| Nigéria     | 3 | 0  | 1 | 2 | 0  | 4  | –4 | 1 |

| 2016. október 1. 16:00 |

| Nigéria | 0–1               | Brazília     |
| ------- | ----------------- | ------------ |
|         | (0–1) Jegyzőkönyv | Micaelly 42' |

| Amman Nemzetközi Stadion, Ammán Nézőszám: 4 500 Játékvezető: Olga Zadinová (cseh) |

| 2016. október 1. 19:00 |

| Anglia                             | 3–3               | Észak-Korea                                        |
| ---------------------------------- | ----------------- | -------------------------------------------------- |
| Brazil 20' Stanway 33' Russo 90+4' | (2–1) Jegyzőkönyv | Sung Hyang-sim 29' Kim Pom-ui 67' Ko Kyong-hui 84' |

| Amman Nemzetközi Stadion, Ammán Nézőszám: 2 500 Játékvezető: Lidya Tafesse (etiópiai) |

| 2016. október 4. 16:00 |

| Nigéria | 0–0               | Anglia |
| ------- | ----------------- | ------ |
|         | (0–0) Jegyzőkönyv |        |

| Prince Mohammed Stadion, Zarqa Nézőszám: 664 Játékvezető: Ekaterina Koroleva (amerikai) |

| 2016. október 4. 19:00 |

| Brazília | 0–1               | Észak-Korea    |
| -------- | ----------------- | -------------- |
|          | (0–0) Jegyzőkönyv | Ri Hae-yon 71' |

| Prince Mohammed Stadion, Zarqa Nézőszám: 2 463 Játékvezető: Anasztaszija Pusztovojtova (orosz) |

| 2016. október 8. 16:00 |

| Észak-Korea            | 3–0               | Nigéria |
| ---------------------- | ----------------- | ------- |
| Ri Hae-yon 30' 45' 83' | (2–0) Jegyzőkönyv |         |

| King Abdullah Stadion, Ammán Nézőszám: 947 Játékvezető: Marie-Soleil Beaudoin (kanadai) |

| 2016. október 8. 16:00 |

| Brazília    | 1–2               | Anglia                                  |
| ----------- | ----------------- | --------------------------------------- |
| Kerolin 36' | (1–1) Jegyzőkönyv | Stanway 45+3' (11-esből) 60' (11-esből) |

| Al-Hassan Stadion, Irbid Nézőszám: 1400 Játékvezető: Kate Jacewicz (ausztrál) |

### D csoport
| Csapat           | M | Gy | D | V | G+ | G– | Gk  | P |
| ---------------- | - | -- | - | - | -- | -- | --- | - |
| Japán            | 3 | 3  | 0 | 0 | 13 | 2  | +11 | 9 |
| Ghána            | 3 | 2  | 0 | 1 | 3  | 6  | –3  | 6 |
| Egyesült Államok | 3 | 1  | 0 | 2 | 9  | 6  | +3  | 3 |
| Paraguay         | 3 | 0  | 0 | 3 | 1  | 12 | –11 | 0 |

| 2016. október 1. 16:00 |

| Ghána | 0–5               | Japán                                       |
| ----- | ----------------- | ------------------------------------------- |
|       | (0–4) Jegyzőkönyv | Ueki 7' Endó 18' 21' Takarada 26' Csiba 83' |

| Prince Mohammed Stadion, Zarqa Nézőszám: 1083 Játékvezető: Miriam Leon (salvadori) |

| 2016. október 1. 19:00 |

| Egyesült Államok                                             | 6–1               | Paraguay   |
| ------------------------------------------------------------ | ----------------- | ---------- |
| Tagliaferri 11' Kuhlmann 14' 49' 87' Pickett 69' Sanchez 82' | (3–0) Jegyzőkönyv | Fretes 53' |

| Prince Mohammed Stadion, Zarqa Nézőszám: 2 078 Játékvezető: Anasztaszija Pusztovojtova (orosz) |

| 2016. október 4. 16:00 |

| Egyesült Államok | 1–2               | Ghána                                     |
| ---------------- | ----------------- | ----------------------------------------- |
| Tagliaferri 5'   | (1–0) Jegyzőkönyv | Acheampong 63' Owusu-Ansah 84' (11-esből) |

| Amman Nemzetközi Stadion, Ammán Nézőszám: 2000 Játékvezető: Laura Fortunato (argentin) |

| 2016. október 4. 19:00 |

| Paraguay | 0–5               | Japán                                                    |
| -------- | ----------------- | -------------------------------------------------------- |
|          | (4–0) Jegyzőkönyv | Takahasi 4' Nodzsima 29' 39' (11-esből) 44' Takarada 89' |

| Amman Nemzetközi Stadion, Ammán Nézőszám: 2 600 Játékvezető: Esther Azzopardi (máltai) |

| 2016. október 8. 19:00 |

| Japán                           | 3–2               | Egyesült Államok             |
| ------------------------------- | ----------------- | ---------------------------- |
| Ueki 53' Kanno 75' Mijazava 77' | (0–1) Jegyzőkönyv | Sanchez 33' 90+1' (11-esből) |

| Amman Nemzetközi Stadion, Ammán Nézőszám: 2 580 Játékvezető: Yeimy Martínez (kolumbiai) |

| 2016. október 8. 19:00 |

| Paraguay | 0–1               | Ghána           |
| -------- | ----------------- | --------------- |
|          | (0–0) Jegyzőkönyv | Owusu-Ansah 68' |

| Al-Hassan Stadion, Irbid Nézőszám: 1703 Játékvezető: Finau Vulivuli (fidzsi) |

## Egyenes kieséses szakasz
|  |              |               |              |             |       |               |               |             |               |               |               |       |       |
|  | Negyeddöntők | Negyeddöntők  | Negyeddöntők |             |       | Elődöntők     | Elődöntők     | Elődöntők   |               |               | Döntő         | Döntő | Döntő |
|  | Negyeddöntők | Negyeddöntők  | Negyeddöntők |             |       | Elődöntők     | Elődöntők     | Elődöntők   |               |               | Döntő         | Döntő | Döntő |
|  | október 12.  |               |              |             |       |               |               |             |               |               |               |       |       |
|  |              |               |              |             |       |               |               |             |               |               |               |       |       |
|  | A1           | Mexikó        | 1            |             |       |               |               |             |               |               |               |       |       |
|  | A1           | Mexikó        | 1            | október 17. |       |               |               |             |               |               |               |       |       |
|  | B2           | Venezuela     | 2            |             |       |               |               |             |               |               |               |       |       |
|  | B2           | Venezuela     | 2            |             |       | Venezuela     | Venezuela     | 0           |               |               |               |       |       |
|  | október 13.  |               |              |             |       | Venezuela     | Venezuela     | 0           |               |               |               |       |       |
|  |              |               | Észak-Korea  | Észak-Korea | 3     |               |               |             |               |               |               |       |       |
|  | C1           | Észak-Korea   | Észak-Korea  | Észak-Korea | 3     | 2             |               |             |               |               |               |       |       |
|  | C1           | Észak-Korea   |              |             |       | 2             | október 21.   |             |               |               |               |       |       |
|  | D2           | Ghána         | 1            |             |       |               |               |             |               |               |               |       |       |
|  | D2           | Ghána         | 1            |             |       | Észak-Korea   | Észak-Korea   | 0 (5)       |               |               |               |       |       |
|  | október 12.  |               |              |             |       | Észak-Korea   | Észak-Korea   | 0 (5)       |               |               |               |       |       |
|  |              |               | Japán        | Japán       | 0 (4) |               |               |             |               |               |               |       |       |
|  | B1           | Németország   | Japán        | Japán       | 0 (4) | 1             |               |             |               |               |               |       |       |
|  | B1           | Németország   | október 17.  |             |       | 1             |               |             |               |               |               |       |       |
|  | A2           | Spanyolország | 2            |             |       |               |               |             |               |               |               |       |       |
|  | A2           | Spanyolország | 2            |             |       | Spanyolország | Spanyolország | 0           | Bronzmérkőzés | Bronzmérkőzés | Bronzmérkőzés |       |       |
|  | október 13.  |               |              |             |       | Spanyolország | Spanyolország | 0           | Bronzmérkőzés | Bronzmérkőzés | Bronzmérkőzés |       |       |
|  |              |               | Japán        | Japán       | 3     |               |               | október 21. | október 21.   | október 21.   |               |       |       |
|  | D1           | Japán         | Japán        | Japán       | 3     | 3             |               | október 21. | október 21.   | október 21.   |               |       |       |
|  | D1           | Japán         |              |             |       |               |               | Venezuela   | Venezuela     | 0             |               |       |       |
|  | C2           | Anglia        | 0            |             |       |               |               | Venezuela   | Venezuela     | 0             |               |       |       |
|  | C2           | Anglia        | 0            |             |       | Spanyolország | Spanyolország | 4           |               |               |               |       |       |
|  |              |               |              |             |       | Spanyolország | Spanyolország | 4           |               |               |               |       |       |

### Negyeddöntők
| 2016. október 12. 16:00 |

| Mexikó      | 1–2               | Venezuela           |
| ----------- | ----------------- | ------------------- |
| Enrigue 34' | (1–2) Jegyzőkönyv | Castellanos 35' 39' |

| Amman Nemzetközi Stadion, Ammán Nézőszám: 856 Játékvezető: Anasztaszija Pusztovojtova (orosz) |

| 2016. október 12. 19:00 |

| Németország    | 1–2               | Spanyolország           |
| -------------- | ----------------- | ----------------------- |
| Oberdorf 90+4' | (0–2) Jegyzőkönyv | Ramos 9' E. Navarro 36' |

| Amman Nemzetközi Stadion, Ammán Nézőszám: 2 225 Játékvezető: Sandra Braz (portugál) |

| 2016. október 13. 16:00 |

| Észak-Korea                                | 2–1               | Ghána          |
| ------------------------------------------ | ----------------- | -------------- |
| Kim Pom-ui 33' (11-esből) Ja Un-yong 90+4' | (1–0) Jegyzőkönyv | Acheampong 81' |

| Al-Hassan Stadion, Irbid Nézőszám: 493 Játékvezető: Laura Fortunato (argentin) |

| 2016. október 13. 19:00 |

| Japán                  | 3–0               | Anglia |
| ---------------------- | ----------------- | ------ |
| Endó 3' Ueki 45+1' 80' | (2–0) Jegyzőkönyv |        |

| Al-Hassan Stadion, Irbid Nézőszám: 1806 Játékvezető: Ekaterina Koroleva (amerikai) |

### Elődöntők
| 2016. október 17. 16:00 |

| Venezuela | 0–3               | Észak-Korea                                  |
| --------- | ----------------- | -------------------------------------------- |
|           | (0–1) Jegyzőkönyv | Kim Pom-ui 15' Ja Un-yong 71' Ri Hae-yon 89' |

| Amman Nemzetközi Stadion, Ammán Nézőszám: 1200 Játékvezető: Olga Zadinová (cseh) |

| 2016. október 17. 19:00 |

| Spanyolország | 0–3               | Japán                                     |
| ------------- | ----------------- | ----------------------------------------- |
|               | (0–1) Jegyzőkönyv | Takahasi 14' 76' (11-esből) Rodríguez 48' |

| Amman Nemzetközi Stadion, Ammán Nézőszám: 3 250 Játékvezető: Marie-Soleil Beaudoin (kanadai) |

### Bronzmérkőzés
| 2016. október 21. 17:00 |

| Venezuela | 0–4               | Spanyolország                         |
| --------- | ----------------- | ------------------------------------- |
|           | (0–1) Jegyzőkönyv | E. Navarro 17' L. Navarro 53' 78' 87' |

| Amman Nemzetközi Stadion, Ammán Nézőszám: 3 200 Játékvezető: Lidya Tafesse (etiópiai) |

### Döntő
| 2016. október 21. 20:00 |

| Észak-Korea                                                  | 0–0               | Japán                                   |
| ------------------------------------------------------------ | ----------------- | --------------------------------------- |
|                                                              | (0–0) Jegyzőkönyv |                                         |
| Büntetőpárbaj                                                |                   |                                         |
| Ja Un-yong Kim Pom-ui Sung Hyang-sim Ri Hae-yon Ri Kum-hyang | 5–4               | Ueki Vakiszaka Takahasi Kanekacu Nagano |

| Amman Nemzetközi Stadion, Ammán Nézőszám: 12 800 Játékvezető: Kate Jacewicz (ausztrál) |

| A 2016-os U17-es női labdarúgó-világbajnokság győztese |
| ------------------------------------------------------ |
| · Észak-Korea · 2. cím                                 |

### Díjak
A világbajnokság után a következő díjakat osztották ki:
| Aranylabda         | Ezüstlabda     | Bronzlabda        |
| ------------------ | -------------- | ----------------- |
| Nagano Fúka        | Sung Hyang Sim | Deyna Castellanos |
| Aranycipő          | Ezüstcipő      | Bronzcipő         |
| Lorena Navarro     | Ri Hae Yon     | Deyna Castellanos |
| Legjobb kapus      |                |                   |
| Noelia Ramos       |                |                   |
| FIFA Fair Play-díj |                |                   |
| Japán              |                |                   |

## Gólszerzők
8 gól
- Lorena Navarro

5 gól
- Ri Hae-yon
- Deyna Castellanos

4 gól
- Ueki Riko

3 gól
- Georgia Stanway
- Giulia Gwinn
- Endó Dzsun
- Nodzsima Szakura
- Takahasi Hana
- Hannah Blake
- Kim Pom-ui
- Eva Navarro
- Civana Kuhlmann
- Ashley Sanchez

2 gól
- Lena Oberdorf
- Gifty Acheampong
- Sandra Owusu-Ansah
- Takarada Szaori
- Jazmín Enrigue
- Daniela Espinosa
- Lizbeth Ovalle
- Sam Tawharu
- Ja Un-yong
- Clàudia Pina
- Frankie Tagliaferri

1 gól
- Kerolin
- Micaelly
- Claudia Dabda
- Soline Djoubi
- Alexandra Takounda
- Jordyn Huitema
- Deanne Rose
- Sarah Stratigakis
- Hannah Taylor
- Ellie Brazil
- Alessia Russo
- Klara Bühl
- Csiba Remina
- Kanno Óto
- Mijazava Hinata
- Sarah Abu-Sabbah
- Verónica Avalos
- Dayana Cázares
- Gabriela Juárez
- Jimena López
- Celiana Torres
- Ko Kyong-hui
- Sung Hyang Sim
- Limpia Fretes
- Laia Aleixandri
- Natalia Ramos
- Kiara Pickett
- María Cazorla
- Yerliane Moreno

Öngól
- Lucía Rodríguez (Japán ellen)